# Santa Luzia de Caratinga
Santa Luzia de Caratinga é um distrito do município brasileiro de Caratinga, no interior do estado de Minas Gerais. Segundo o censo demográfico de 2022, realizado pelo Instituto Brasileiro de Geografia e Estatística (IBGE), sua população era de 2 730 habitantes e havia 1 003 domicílios particulares permanentes ocupados. Possui área de 84,33 km² conforme a Fundação João Pinheiro (FJP). Foi criado pela lei complementar nº 11 de 9 de setembro de 1991.
De acordo com o IBGE, em 2010 a população era de 2 520 habitantes e havia 947 domicílios particulares.